# Schloss Blažkov

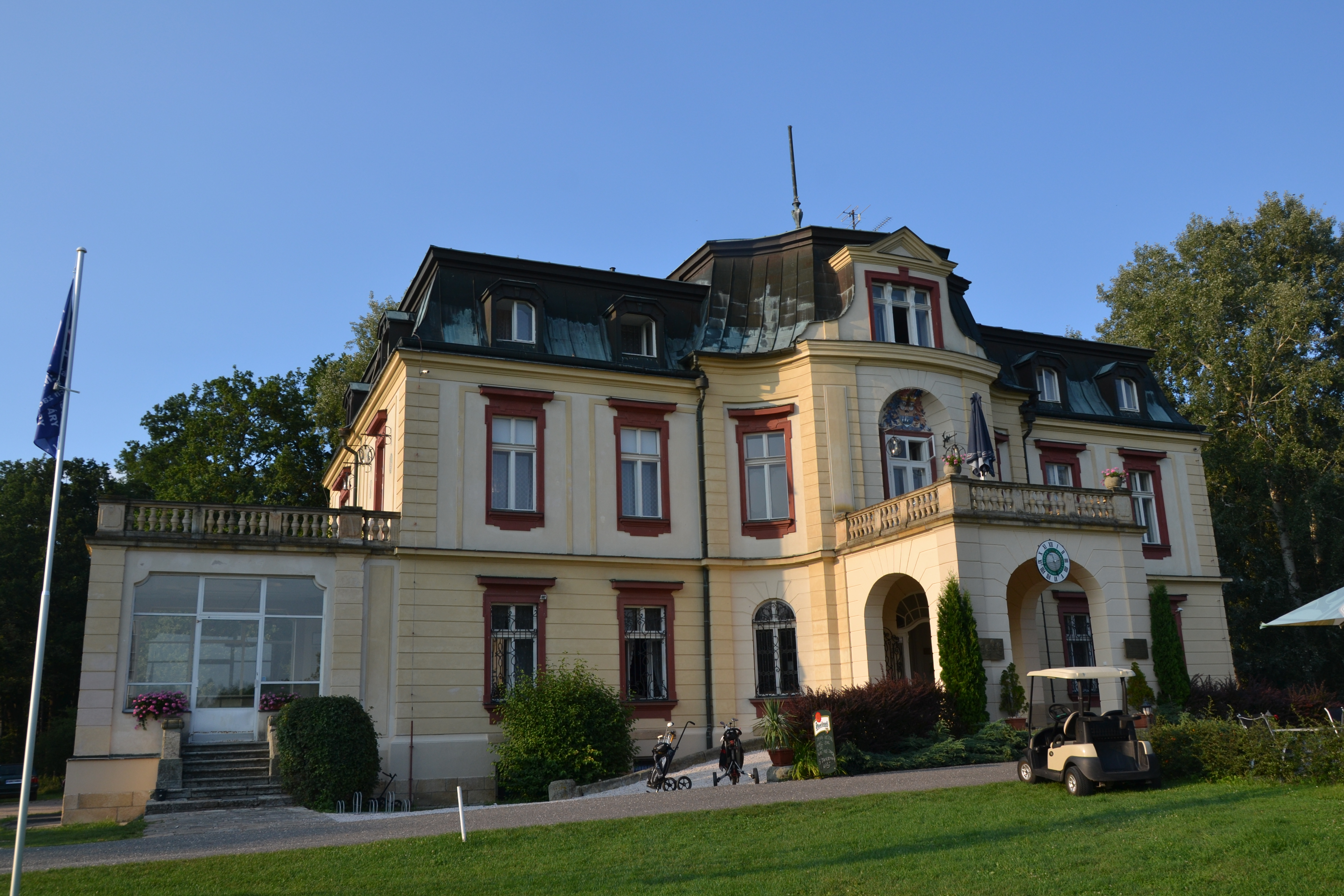
Schloss Blaschkow bei Mischtowes, Kreis Königgrätz

Das Schloss Blažkov (deutsch Blaschkow) ist ein neobarockes Schloss in der Gemeinde Myštěves, Okres Hradec Králové in Tschechien. Umgeben wird das Bauwerk von einem 13,79 ha großen Schlosspark, der größtenteils als Golfplatz dient. Im Park liegt der Teich Mozorník. 600 m östlich des Schlosses liegen im Wald Bříšťanský les die Überreste der sagenumwobenen Feste Turyna, auch „Vysoká“ genannt.
Das Schloss wurde in der ersten Hälfte des 18. Jahrhunderts als Herrschaftssitz nördlich des Hofes „Blažkův dvůr“ errichtet. 1901 kaufte es der Industrielle Gaston Malmann von Skřivany und ließ das Bauwerk neobarock umgestalten. 1913 erwarb der Prager Gynäkologe, Professor Václav Piťha, das Schloss von der Prager Bodenbank. Im Jahre 1930 entstand ein Golfplatz im Park. 1950 wurde es verstaatlicht und diente verschiedenen Zwecken. Angeblich soll das Schloss danach als Gefängnis für Marta Gottwaldová gedient haben. Später wurde es an den Staatsbetrieb Kniha vermietet. Seit den 1970er Jahren nutzte es das Tschechoslowakische Fernsehen als Erholungsobjekt und ging 1991 in Restitution an die Familie Piťha zurück. Diese ließ bis 1992 dem Schlosspark zu einem Golfplatz mit 27 Loch ausbauen. Im Jahre 2004 drehte Zdeněk Zelenka im Schloss den Detektivfilm „Černá karta“.